# Catapaguropsis
Catapaguropsis is een geslacht van kreeftachtigen uit de klasse van de Malacostraca (hogere kreeftachtigen).

## Soorten
- Catapaguropsis brucei McLaughlin & Lemaitre, 2007
- Catapaguropsis queenslandica Lemaitre & McLaughlin, 2006